# Adrian Kunz
Adrian Kunz (ur. 7 lipca 1967) – szwajcarski piłkarz występujący na pozycji napastnika. Trener piłkarski.

## Kariera klubowa
Kunz karierę rozpoczynał w 1987 roku w drugoligowym klubie Neuchâtel Xamax. Na początku 1989 roku odszedł do trzecioligowego FC Bulle. W 1991 roku przeszedł zaś do pierwszoligowego BSC Young Boys. Po 3 lata odszedł do innego zespołu ekstraklasy, FC Sion. W 1995 roku zdobył z nim Puchar Szwajcarii.
Po tym sukcesie Kunz wrócił do Neuchâtel Xamax, nadal grającego w drugiej lidze. Na początku 1998 roku podpisał kontrakt z niemieckim Werderem Brema. W Bundeslidze zadebiutował 31 stycznia 1998 roku w wygranym 2:1 pojedynku z Arminią Bielefeld. 21 marca 1998 roku w wygranym 3:1 spotkaniu z VfL Wolfsburg strzelił swojego jedynego gola w Bundeslidze. Graczem Werderu był przez rok.
W styczniu 1999 roku Kunz wrócił do Szwajcarii, do pierwszoligowego FC Zürich. Następnie grał w innym pierwszoligowcu, FC Aarau, a także trzecioligowym SC Düdingen oraz czwartoligowym FC Langenthal, gdzie w 2005 roku zakończył karierę.

## Kariera reprezentacyjna
W reprezentacji Szwajcarii Kunz zadebiutował 28 kwietnia 1992 roku w przegranym 0:2 towarzyskim meczu z Bułgarią. W latach 1992–1998 w drużynie narodowej rozegrał 13 spotkań i zdobył 2 bramki.